# Mustajärvi (Gällivare socken, Lappland, 746388-173562)
Mustajärvi är en sjö i Gällivare kommun i Lappland och ingår i Kalixälvens huvudavrinningsområde. Sjön har en area på 0,0672 kvadratkilometer och ligger 370,9 meter över havet.

## Delavrinningsområde
Mustajärvi ingår i det delavrinningsområde (746634-174248) som SMHI kallar för Mynnar i Valtiojoki. Medelhöjden är 401 meter över havet och ytan är 67,4 kvadratkilometer. Det finns inga avrinningsområden uppströms utan avrinningsområdet är högsta punkten. Tolkkijoki som avvattnar avrinningsområdet har biflödesordning 5, vilket innebär att vattnet flödar genom totalt 5 vattendrag innan det når havet efter 199 kilometer. Avrinningsområdet består mestadels av skog (57 procent) och sankmarker (42 procent). Avrinningsområdet har 0,49 kvadratkilometer vattenytor vilket ger det en sjöprocent på 0,7 procent.